# Okinawa-Churaumi-Aquarium
Koordinaten: 26° 41′ 39,8″ N, 127° 52′ 40,6″ O
Das Okinawa-Churaumi-Aquarium (japanisch 沖縄美ら海水族館, Okinawa churaumi suizokukan; Churaumi bedeutet etwa „Schönes Meer“) ist das zweitgrößte Aquarium der Welt (nach dem Georgia Aquarium in Atlanta) und ein Teil des Ocean-Expo-Park in Motobu (Präfektur Okinawa) in Japan. Der Name des Aquariums basiert auf einem alten okinawaischen Dialekt und wurde in einer landesweiten Umfrage ausgeschrieben. Das Okinawa-Churaumi-Aquarium wurde am 1. November 2002 nach 4-jähriger Bauzeit eröffnet. Jährlich wird es von etwa 2 Millionen Besuchern besichtigt.

## Die Anlage
Es gibt 67 Becken, die mit insgesamt 10.000 m³ (10.000.000 Litern) geflutet sind, wobei bereits das Hauptbecken – die Kuroshio Sea – ein Volumen von 7.500 m³ (7.500.000 Litern) besitzt.

### Korallenbecken
Das Korallenbecken beherbergt über 70 Korallenarten. Das Wasser wird auf 20 bis 25 °C temperiert, so dass sich die Korallen inzwischen hervorragend vermehren.

### Tiefseebecken
Die Wassertemperatur im Tiefseebecken beträgt lediglich 5 °C. Die entstehende Abwärme, die bei der Kühlung des Tiefseebeckens entsteht, wird zur Erwärmung z. B. des Korallenbeckens eingesetzt, so dass eine Art Wärmerecycling stattfindet.

### Hauptbecken
Das Hauptbecken stellt die Hauptattraktion dar. Es beinhaltet neben vielen kleineren Fischen, mehrere Mantarochen und Walhaie. Zurzeit gibt es weltweit nur in drei Aquarien Walhaie zu bewundern und Mantarochen werden in nur vier Zoo-Aquarien weltweit in Gefangenschaft gehalten. Der erste Walhai überhaupt konnte 1994 in Japan besichtigt werden. Die Haltung von Walhaien ist aber auch sehr schwierig, trotzdem ist der älteste Walhai im Okinawa-Churaumi-Aquarium über 12 Jahre alt, der älteste Hai sogar 28 Jahre. Walhaie verspeisen pro Woche etwa 8 % ihrer eigenen Körpermasse – das sind beim schwersten Exemplar 1/4 t. Da Walhaie zusätzlich meistens in der Senkrechten fressen, und der längste Walhai im Okinawa-Churaumi-Aquarium 7,5 m lang ist (bei einem weiteren Wachstum von ca. ½ m pro Jahr) – ist das Hauptbecken 10 m hoch.
Das Hauptbecken stellt noch einen weiteren Rekord auf: die Besucher sind von den Fischen durch die größte Glasscheibe der Welt (die eigentlich aus Kunststoff – Acrylglas – besteht) getrennt, sie steht im Guinness-Buch der Rekorde. Der Bau der 22 Meter langen und 8,2 Meter hohen Glasscheibe beanspruchte 1 ½ Jahre. Da die Riesen-Panoramascheibe ganz ohne Stützstreben auskommt, ist sie 60 Zentimeter dick. Diese setzen sich aus 15 Glasscheibenpaketen – je 40 mm dick – zusammen, die wiederum je aus 7 Scheiben – insgesamt also 105 Scheibenlagen – bestehen. Sie hält aber nicht nur den Druck von 6 Tonnen pro m² (60.000 Pascal) aus, sondern ist auch erdbebensicher. Bei dem resultierenden Gewicht von 134 t, wurde sie in mehreren einzelnen Segmenten geliefert und zusammengebaut. Ein Nachteil der Scheibe ist ihre weiche Konsistenz. Wenn beispielsweise ein Hai mit einer Flosse die Scheibe streift, entstehen Kratzer, welche die Transparenz der Glasscheibe beeinträchtigen.
Neben den Becken im Inneren gibt es Außenanlagen, ein Café mit Blick in das Ozeaneum, ein Restaurant sowie ein Ladengeschäft.

## Wasserzirkulation
Die meisten Becken enthalten Salzwasser, welches aus dem nahegelegenen Meer stammt. Pro Stunde können dabei 360.000 Liter Frischwasser in das Aquarium gepumpt werden.
Die Becken sind untereinander über Wasserrohre vernetzt, so dass 3.000 m³ (3.000.000 Liter) Wasser in der Stunde zirkulieren. Im Korallenbecken wird das Wasser im Sommer 1-mal in der Stunde ausgetauscht.
Mit Hilfe von 102 Filterpumpen kann gänzlich auf Chemikalien-Einsatz verzichtet werden. Selbst ein Chloreinsatz ist somit nicht notwendig.

## Energie
Um die kostbaren Fische des Aquariums auch bei einem Stromausfall zu schützen, sind zwei hauseigene Stromgeneratoren vorhanden.

## Tierbeschaffung
Momentan stammen etwa 70 % aller in den Becken befindlichen Tiere aus eigener Aufzucht. Lediglich 30 % sind aus Wildfang. Nach 374-tägiger Tragezeit wurde am 16. Juni 2007 in dem Aquarium erstmals ein Mantarochen in Gefangenschaft geboren. Das 1,90 Meter große Weibchen wurde allerdings wenige Tage nach der Geburt von seinem Vater getötet.
Einige Tiere werden auch zurück ins Meer ausgesetzt. Wenn die Korallen laichen, wird nämlich ein Großteil der Eier aufgrund der Wasserzirkulation wieder zurück ins Meer transportiert.

## Delfindame „Fuji“
Die 1970 geborene Delfindame Fuji litt 2002 unter durch einen Unfall ausgelöste Nekrose und konnte nur dadurch gerettet werden, indem man ihre Schwanzflosse amputierte, da von dieser aufgrund ihrer Krankheit nur noch 25 % zurückblieben. Aufgrund der folgenden mangelnden Bewegung wurde sie übergewichtig. Deshalb bot der Reifenhersteller Bridgestone an, für Fuji eine künstliche Schwanzflosse zu bauen. 2004 bekam sie als erste ihrer Art eine neue, künstliche, aus Silikonkautschuk bestehende Schwanzflosse, welche 2,2 kg schwer, 70 cm breit und 25 cm lang ist und etwa zehn Millionen Yen (80.000 Euro, Stand: Januar 2003) teuer ist. Die Delfindame gewöhnte sich schnell an diese und bewegte sich wieder viel damit. Sie war sogar so aktiv, dass sie einmal ihre künstliche Schwanzflosse zerbrach. Während ihrer Lebzeit trug sie sieben unterschiedliche Versionen, da der künstliche Flossenersatz ständig verbessert wurde. Fuji verstarb 2014 im Alter von 45 Jahren aufgrund eines Leberschadens.